# Irlanda nos Jogos Olímpicos de Inverno de 2002
A Irlanda participou dos Jogos Olímpicos de Inverno de 2002 em Salt Lake City, nos Estados Unidos. O país estreou nos Jogos em 1994 e em Salt Lake City fez sua 3ª apresentação, sem conquistar nenhuma medalha.